# Cryptocarya acutifolia
Cryptocarya acutifolia H.W.Li – gatunek rośliny z rodziny wawrzynowatych (Lauraceae Juss.). Występuje naturalnie w południowych Chinach – w południowej części Junnanu. 

## Morfologia
PokrójZimozielone drzewo dorastające do 25 m wysokości. Gałęzie są mocne, mniej lub bardziej szorstkie. Młode pędy są bardzo owłosione.
LiścieNaprzemianległe. Mają eliptyczny kształt. Mierzą 15–28 cm długości oraz 6–14 cm szerokości. Są skórzaste, od spodu owłosione i mają sina barwę. Nasada liścia jest klinowa. Blaszka liściowa jest o zaokrąglonym lub ostrym wierzchołku. Ogonek liściowy jest owłosiony i dorasta do 10–15 mm długości.
KwiatySą zebrane w wiechy o owłosionych osiach, rozwijają się w kątach pędów. Kwiatostan osiąga 8–15 cm długości, natomiast pojedyncze kwiaty mierzą 5 mm średnic. Listki okwiatu są owłosione i mają żółtawą barwę. Mają 9 pręcików i 3 prątniczki o strzałkowatym kształcie. Podsadki są owłosione i mają owalny kształt.
OwoceMają elipsoidalny kształt, o tępym wierzchołku, osiągają 3–4 cm długości i 2 cm szerokości, mają ciemnopurpurową barwę.

## Biologia i ekologia
Rośnie w gęstych lasach oraz na brzegach rzek. Występuje na wysokości do 700 m n.p.m. Kwitnie od marca do maja, natomiast owoce dojrzewają od czerwca do grudnia.